# سلفریجز

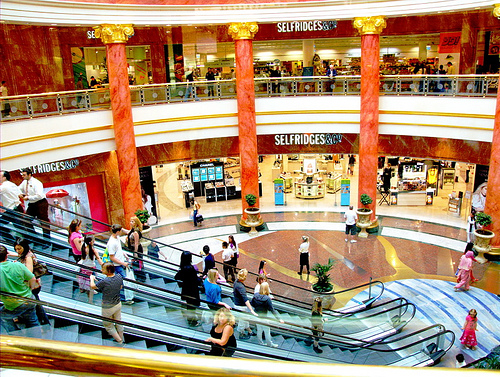
شعبه‌ای از سلفریجز در ترفورد سنتر، منچستر

سلفریجز (به انگلیسی: Selfridges) شرکت خرده‌فروشی پوشاک بریتانیایی است، که هم‌اکنون به‌عنوان دومین فروشگاه زنجیره‌ای کالاهای لوکس بریتانیا شناخته می‌شود.
شرکت سلفریجز در سال ۱۹۰۹ توسط هری گوردون سلفریج راه‌اندازی شد. در سال ۱۹۵۱ توسط فروشگاه‌های زنجیره‌ای لیوایز خریداری شد. در ۱۹۶۵ گروه سیرز اقدام به خریداری هر دو شرکت لیوایز و سلفریجز نمود. شرکت سلفریجز تحت مدیریت این گروه، توسعه یافت و شعبه‌های منچستر و بیرمنگام را راه‌اندازی کرد.
در سال ۲۰۰۳ سرمایه‌گذار کانادایی؛ گالن وستون تمامی دارایی‌های شرکت سلفریجز را به ارزش ۵۹۸ میلیون پوند خریداری کرد. ساختمان سلفریجز، بیرمنگام که از مشهورترین شعبه‌های سلفریجز به‌شمار می‌آید، در سال ۲۰۰۳ و تحت مدیریت وستون ساخته شد.
شبکه تلویزیونی آی‌تی‌وی در سال ۲۰۱۳ سریال تلویزیونی تحت عنوان آقای سلفریج، را در ۱۰ قسمت پخش نمود، که به صورت یک داستان درام، تاریخ این فروشگاه را به تصویر می‌کشد.

## اطلاعات
فروشگاه زنجیره‌ای سلف ریجز
محل:بیرمنگام انگلستان
طراح: شرکت فیوچر سیستمز
شرکت فروشگاه‌های زنجیره‌ای سلف ریجز برای شعبه جدید خود واقع در بیرمنگام نیاز به ساختمانی خاق العاده و در حقیقت اثری هنری داشت. قرار بود این ساختمان در محل جدید میدان گاوبازی بازسازی شده ساخته شود. بر اساس طراحی بی نظیر و خالص شرکت، انحنایی نمایشیاین زمین را مانند امواج در بر می‌گیرد و به سمت میدان سن مارتین فرود می‌آورد. برخلاف بیشتر ساختمان‌های منحنی شکل، منحنی‌های ساختمان فوق سه بعدی است؛ و در نتیجه هیچ وجه تمایزی بین دیوارهاو سقف‌ها دیده نمی‌شود تا خطوط موجی شکل و طبیعی آن‌ها را قطع نکند، هیچ زاویه ناگهانی و تندی وجود ندارد. ساختمان همچون موجی ملایم از زمین برمی‌خیزد. ابتدا به سمت بیرون می‌رود، سپس مانند قوس کمر جمع می‌شود و در پایان با حرکتی ممتد مجدداً به سمت بیرون انحنا می‌یابد.
ساختار خارجی فروشگاه با پوسته‌ای متشکل از هزاران صفحه آلمنیومی احاطه شده که پوششی درخشان را به وجود می‌آورد. اثر آن مانند منجق‌های روی لباس و پوست مار است که به کل ساختمان حال و هوای اثر هنری عظیم می‌دهد. معماران طرح می‌خواستند داخل ساختمان نیز همانند ظاهر بی نظیر بیرونی آن باشند که حس کنجکاوی را برمی‌انگیزد
ساختار سیال ساختمان، در فضای داخلی اش با یک سالن میانی اصلی ادامه پیدا می‌کند. این سالن مانند تنگه‌ای در شهر، چاه‌هایی با نور طبیعی به وجود می‌آورد که تا اعماق فضای داخل نفوذ می‌کند و به بیننده دید کاملاً شفافی از آسمان و احساسی از تغییرات آب و هوای بیرون می‌دهد. آبشار نور طبیعی باعث به وجود آمدن سایه روشن‌ها و انعکاس‌های متعددی در داخل فروشگاه‌ها می‌شود. بازشوهای عظیم و سینوسی شکلی در کناره‌های ساختمان کنده کاری شده که در اصل نقش ویترین فروشگاه هارا بازی می‌کند و دید به بیرون را ممکن می‌سازد. این بازشوها بدون قاب هستند و شکل ویترین‌ها را با لبه‌های زرد رنگشان تعریف می‌کنند
این ساختمان‌ها، با تعبیر دوباره مفاهیم پایه شکل و عملکرد فروشگاه‌های زنجیره‌ای، رؤیای ساختمانی را محقق می‌کند که نماد شهر بیرمنگام باشد و شهر را برای نسل‌های مختلف مولد می‌کند.
سیال بودن فرم ساختمان یادآور پارچه ابریشم و خطوط نرم بدن انسان است. با وجود اینکه ساختمان عظیم است، اما احساس بی وزنی را به بیننده القا می‌کند و انگار در حال نفس کشیدن است. ساختمان در نور خورشید برق می‌زند و شب‌ها با درخشندگی فلزی اش تصویر تغییرات جوی، نور، رنگ و مردمی را بازتاب می‌دهد که از کنارش عبور می‌کنند. شکل مجسمه مانند ساختمان در فضا و ساختمان‌های راست گوشه و معمولی اطراف آن کاملاً مشخص است و به ویژه پس زمینه‌ای بسیار زیبا برای ساختمان سبک گوتیک میدان سن مارتین ایجاد می‌کند